# Кучинский, Владимир Степанович
Владимир Степанович Кучи́нский (укр. Володимир Степанович Кучинський, род. 1958) — советский украинский режиссёр. Народный артист Украины (2019).

## Биография
Родился 14 октября 1958 года во Львове (УССР). С 1988 года — художественный руководитель созданного им (вместе с Олегом Драчом и Татьяной Каспрук) Львовского молодёжного театра имени Леся Курбаса. Учился режиссуре у А. А. Васильева (Москва).
Театр Владимира Кучинского, прежде всего, ориентирован на национально-этическое осмысление бытия, Вселенной, собственного творчества. Направляясь к праоснов национальной этики, пробует вернуть память о целостности связи человека — космоса — творчества. Специфика театра: эксперимент, направленный на раскрытие актерской индивидуальности.
Театр участвовал, одерживая победы и, в частности, Гран-при на многих престижных международных фестивалях на Украине, в России, Польше, Египте, Македонии, Албании; принимал участие в многочисленных международных проектах в США, Великобритании, Италии. В 2007 году театру присвоено звание академического.

## Награды и премии
- Юбилейная медаль «20 лет независимости Украины» (2011)
- Народный артист Украины (2019)
- Заслуженный деятель искусств Украины (1994)
- Заслуженный деятель искусств Автономной Республики Крым (2002) — за значительный вклад в развитие культуры и искусства, высокое профессиональное мастерство, большую организаторскую работу по проведению IV Международного Фестиваля античной драмы «Боспорские агоны» (г. Керчь)[2]
- Национальная премия Украины имени Тараса Шевченко (2006) — за спектакли по произведениям Платона, Г. С. Сковороды, В. С. Стуса в Львовском АМТ имени Леся Курбаса
- Премия имени Василия Стуса (1989)
- Премия имени Леся Курбаса (2000)